# Organo di garanzia
L'organo di garanzia è un organo collegiale della scuola secondaria italiana di primo e secondo grado istituito nel 1998 , come integrazione dello statuto delle studentesse e degli studenti.
Ha come principale obiettivo il cercare di promuovere serietà educativa e condivisione sociale delle responsabilità, dei processi e degli esiti da parte di studenti e genitori.
L'organo, con differenti funzioni, è presente sia a livello di singolo istituto sia a livello regionale.

## Organo di garanzia a livello di singolo istituto

### Funzioni
Come stabilito dal decreto, le funzioni di quest'organo spaziano dal garantire la più ampia conformità delle sanzioni disciplinari all'interno dell'istituto con lo statuto delle studentesse e degli studenti, assicurando pene con le più ampie finalità educative atte ad evitare il ripetersi di tali azioni negative; al discutere eventuali ricorsi mossi da studenti e genitori riguardo alle stesse.
Altro e non meno importante compito è l'evidenziare eventuali irregolarità nel regolamento interno d'istituto, e segnalarle all'Ufficio scolastico regionale competente.

### Composizione
L'organo di garanzia interno alla scuola è istituito e disciplinato dai regolamenti delle singole istituzioni scolastiche, e ne fa parte almeno un rappresentante degli studenti nella scuola secondaria superiore e dei genitori nella scuola media.

## Organo di garanzia a livello regionale

### Funzioni
Le principali ed uniche funzioni dell'organo sono l'evadere e il verificare le segnalazioni in merito ad illegittimità contenute nei regolamenti d'istituto (funzione complementare degli organi di garanzia interni all'istituto); emettendo poi pareri e considerazioni al riguardo. Al direttore dell'Ufficio scolastico regionale è poi concesso agire indipendentemente dalle decisioni dell'organo.

### Composizione
- Il Direttore dell'Ufficio scolastico regionale (o un suo delegato) in qualità di presidente, a cui spetta la decisione ultima su ogni provvedimento;
- tre docenti designati nell'ambito della comunità scolastica regionale;
- un rappresentante dei genitori designato nell'ambito della comunità scolastica regionale;
- due studenti designati dal coordinamento regionale delle consulte provinciali degli studenti (sostituiti da due rappresentanti dei genitori nell'ambito della scuola secondaria di primo grado).